# Sedzère
Sedzère é uma comuna francesa na região administrativa da Nova Aquitânia, no departamento dos Pirenéus Atlânticos. Estende-se por uma área de 12,38 km². Em 2010 a comuna tinha 384 habitantes (densidade: 31 hab./km²).